# سوسری خلیج بوتانی
سوسک خلیج بوتانی (نام علمی: Polyzosteria limbata)، یک حشره است که در جنوب شرقی استرالیا یافت می‌شود.